# Tecnologia na educação
A tecnologia na educação sempre esteve presente no processo tanto de aprendizagem quanto de ensino; desde em aparelhos rudimentares como o ábaco aos computadores pessoais.
Sobre a temática tecnologia e a aprendizagem, deve-se questionar as mudanças na forma de aprender em virtude do avanço da Tecnologia. 

A tecnologia está cada vez mais presente no cotidiano das pessoas sendo considerada uma necessidade básica para muitos. A velocidade com que as coisas vêm ocorrendo as vezes assusta, o mundo mudou e com isso os métodos de aprendizado também vem mudando, é preciso estar atualizado para acompanhar estas mudanças pois nunca deixaremos de aprender algo novo, portanto, os tradicionais livros já não são o bastante para aquisição de conhecimento e é preciso estar de mãos dadas com a tão temida tecnologia, desafiadora aos olhos de alguns e extremante necessária na visão de outros.
A velocidade da mudança aumenta muito o interesse pelo que está por vir. Se o futuro - considerando inovações tecnológicas, novos modelos de negócio ou mudanças de comportamento que nem conseguimos imaginar - está chegando mais rápido, parece óbvio olharmos para a frente para tentar descobrir ou intuir como será nossa vida amanhã. Dessa forma, ficaríamos mais preparados (CONRADO, SCHLOCHAUER p.55).
A sociedade mergulha em um novo formato de aprendizagem, sendo a mudança de comportamento imprescindível para isto, é preciso abrir a mente para receber o novo, apropriar-se de uma postura interativa, comunicativa, voltada para as novas tecnologias.
A aprendizagem pode ser construída coletivamente, trocando informações com pessoas de diferentes idades, localidades, sexo, níveis de formação, fazendo com que a aquisição de conhecimento deixe de ser solitária, passando a ser integrada. (KENSKI VANI MOREIRA, p. 6)
 A tecnologia traz vantagens no aprendizado tornando o aprender acessível para todos, independentemente da localização e tempo, tendo em vista os avanços tecnológicos, percebe-se a mudança de atitudes no modo de aprender das pessoas atualmente, torando necessário a constante atualização em plataformas, redes sociais e diversas ferramentas que facilitam a busca pelo aprendizado continuo e essenciais para estar inserido na sociedade atual. 

## Tecnologia no método de ensino
Esses recursos foram bastante utilizados até o fim do século passado, porém com a popularização dos computadores a metodologia de ensino, principalmente nas escolas, teve uma grande mudança, pois eles auxiliam os professores a ministrar suas matérias de forma mais dinâmica e divertida e os alunos passaram a possuir novos meios de interação com a matéria. Até mesmo a necessidade atual de dominar essa tecnologia levou muitas escolas a colocar como obrigatórias aulas de informática, pois na rotina escolar é essencial o manuseio da tecnologia. 
Outra invenção de bastante impacto no processo de ensino foi a Internet, que passou a integrar os diversos meios de comunicação fazendo com que as informações antes obtidas de diversas fontes possam agora serem encontradas em um único lugar de fácil acesso. Isso ajudou no processo de 'disseminação' do ensino, pois qualquer pessoa em qualquer lugar do mundo pode obter o conhecimento sem necessitar do tradicional modelo de ensino formal, através de instituições físicas como escolas e universidades. 

## Tecnologia na aprendizagem
Existem diversas teorias sobre a forma de aprendizagem, as principais são: 
- behaviorismo: afirma ser o aprendizado uma troca de estímulos(provenientes do meio) e respostas(comportamento apresentado)[1]. O conhecimento pode ser adquirido não voluntariamente (condicionamento respondente), como um reflexo das mudanças dos estímulos do meio, ou voluntariamente (condicionamento operante) exigindo uma maior atividade humana. Essa teoria foi proposta por John B. Watson no inicio do século XX.
- epistemologia genética: o aprendizado é uma combinação de estruturas inerentes da pessoa e uma interação dela com o objeto de estudo[2]. Essa teoria foi proposta pelo suíço Jean Piaget em meados do século XX.

Essas teorias têm um tom mais psicológico e neurológico, porém existem teorias mais relacionadas com o lado pedagógico do aprendizado, como no caso do educador e filósofo brasileiro Paulo Freire, afirmando que o indivíduo aprenderia o objeto de estudo através de uma continua troca de questionamentos e respostas com a realidade, trilhando o seu próprio caminho e rumo de aprendizado, pois o processo de aprendizagem não trata-se apenas de uma repetição, mas também de um processo de construção e reconstrução fazendo possível, dessa forma, constatar as mudanças propostas. Essa teoria levou a constatação de que cada pessoa aprende de forma diferente e da maneira que mais a agrada. Apesar de ainda válidas, essas teorias vêm se adaptando aos moldes da sociedade atual. Existe um trabalho atual realizado pelo norte americano Salman Khan denominado Khan Academy, um site onde ele posta vários vídeos sobre os mais variados assuntos dando assim a possibilidade da pessoa escolher não só o assunto a ser estudado, como a hora e lugar mais apropriados para o seu aprendizado, que se assemelha bastante com a ideia proposta por Paulo Freire. A inovação proposta por Khan não foi só a disponibilização de vídeos tutoriais, pois essa ideia já existia, mas a junção dos vídeos com exercícios propostos que utilizam um técnica chamada gamification. Essa técnica busca trazer elementos de games como uma forma de estímulo e para uma melhor compreensão do assunto a ser aprendido. No caso da Khan Academy, ela funciona propondo desafios ao aluno, chamados módulos, e a medida que os assuntos são dominados, são fornecidas recompensas e sugeridos novos desafios com um nível maior de dificuldade.. Essa metodologia proposta pela Khan Academy não se limitou apenas a internet e está atualmente sendo realizada como teste em uma escola em Los Altos, São Francisco. Técnicas como o gamification são cada vez mais estudadas por psicólogos como alternativas viáveis no processo de aprendizagem.[carece de fontes?]